# 토요하라 코스케
토요하라 코스케(豊原 功補, 1965년 9월 25일 ~ )는 도쿄도 신주쿠구 출신 일본의 배우이자 가수이다. 1983년 데뷔 후 여러 영화, 드라마 등에 출연했으며, 영화 《수험의 신데랄라》로 2007년 모나코국제영화제 남우주연상을 수상했다.

## 출연

### 드라마
- 1983년 《도쿠가와 이에야스》 - 이이 나오마사 역
- 1994년 《여동생이여》
- 1996년 《롱 베케이션》
- 1998년 《청의 시대》
- 2001년 《카바치타레!》
- 2002년 《런치의 여왕》
- 2003년 《도쿄 러브 시네마》
- 2003년 《한 여름 아빠에게》
- 2005년 《사랑하는 일요일 시즌 2》
- 2005년 《전차남》
- 2006년 《시효경찰》 - 쥬몬지 하야테 역
- 2006년 《노다메 칸타빌레》- 에토 코조 역
- 2007년 《돌아온 시효경찰》 - 쥬몬지 하야테 역
- 2007년 《여제》
- 2008년 《경시청 수사1과 9계 시즌 3》
- 2008년 《로또6 3억 2천만엔 당첨된 남자》
- 2008년 《감사법인》
- 2008년 《이노센트 러브》
- 2010년 《철의 뼈》
- 2010년 《도망변호사》
- 2010년 SBS 《나쁜 남자》 - 류 선생 역
- 2011년 《신센구미혈풍록》
- 2011년 《CO 이식 코디네이터》
- 2011년 《비터슈가》
- 2012년 《타이라노 키요모리》- 타이라노 타다마사 역
- 2016년 《Chef ~3성급 급식~》
- 2019년 《시효경찰 시작했습니다》 - 쥬몬지 하야테 역

### 영화
- 1995년 《마크스의 산》
- 1999년 《인간합격》
- 2003년 《사라진 이틀》
- 2004년 《투명인간》
- 2004년 《식스티나인》
- 2005년 《망국의 이지스》
- 2005년 《백댄서즈!》
- 2006년 《0으로부터의 바람》
- 2006년 《새드 베케이션》
- 2006년 《히트 아일랜드》
- 2007년 《0으로부터의 바람》
- 2007년 《새드 베케이션》
- 2007년 《히트 아일랜드》
- 2008년 《수험의 신데랄라》
- 2008년 《카멜레온》
- 2008년 《어둠의 아이들》
- 2009년 《남극의 쉐프》
- 2009년 《서랍 속의 러브레터》
- 2010년 《자토이치 더 라스트》
- 2012년 《어서와 하야부사》
- 2015년 《더 크로니클: 뮤턴트의 반격》
- 2020년 《다만 악에서 구하소서》 - 고레다 역
- 2022년 《톤비》 - 편집장 역